# Alajta
Alajta je masivní štítová sopka, nacházející se v Danakilské proláklině v Etiopii, jihozápadně od jezera Afrera. Vulkán se rozkládá na ploše 2700 km² a je tvořen převážně čedičově-trachytovými horninami. Mladé lávové proudy, které se vylily z trhlinové zóny na východních svazích sopky v roce 1915, byly mylně určeny jako produkty sopečné činnosti blízké sopky Afdera. Na dvou lokalitách jižní části sopečného komplexu Alajta jsou aktivní fumaroly.